# The Legend of Zelda: Ocarina of Time Ura
The Legend of Zelda: Ocarina of Time Ura o Ura Zelda fue un fallido proyecto predecesor a The Legend of Zelda: Ocarina of Time Master Quest.
El juego había sido desarrollado en principio para el Nintendo 64DD (periférico que solo salió en Japón) y se insertaría en la Nintendo 64 junto con The Legend of Zelda: Ocarina of Time. A este proyecto se le llamó Ura Zelda.
- Datos: Q6144778

Este juego era un parche para eliminar varios bugs, y una extensión para The Legend of Zelda: Ocarina of Time, en la que se incluirían nuevos lugares, nuevos personajes, nuevas mazmorras, y una nueva trama, que comenzaría después de sellar a Ganon, cuando Link se dirigiría al Reino Sagrado para derrotarlo de verdad. Además, habría un nuevo personaje jugable, el Héroe de la Luz (se cree que el mismo que en The Legend of Zelda: Ancient Stone Tablets), y tres sabios más en el Reino sagrado. Pero la nueva trama tendría también una desventaja. En los juegos posteriores, Ganon rompe el sello, y conquista Hyrule otra vez. Pero si hubiese sido derrotado, los juegos posteriores, como por ejemplo,  The Legend of Zelda: The Wind Waker, The Legend of Zelda: Twilight Princess, o The Legend of Zelda: A Link to the Past, tendrían una trama completamente distinta, o tal vez, ni siquiera existirían. 
Sin embargo, con el tiempo, debido a las reiteradas demoras en la producción y el desarrollo de liberación Ura Zelda como un parche para la Nintendo 64DD fue desechado, aunque el juego estaba casi terminado. Como resultado de esto, no hay una versión de este juego disponible para el público en general, debido a la demanda pública para el juego completo. Aun así, algunas partes de Ura Zelda fueron exportadas a la consola Nintendo GameCube como un disco recopilatorio de juegos de The Legend of Zelda en el que añadieron Ocarina of Time y Ocarina of Time: Master Quest con una demo del juego The Legend of Zelda: The Wind Waker.